# Луций Юлий Руф
Луций Юлий Руф (на латински: Lucius Iulius Rufus) e политик на Римската империя през 1 век по времето на император Нерон.
През януари и февруари 67 г. Юлий Руф е консул заедно с Фонтей Капитон. През март и април суфектконсули стават Луций Аврелий Приск и Апий Аний Гал.